# Lars Olsen
Lars Christian Olsen (Glostrup, Dinamarca, 2 de febrero de 1961) es un exfutbolista danés que jugaba de defensa. Actualmente es el entrenador del Esbjerg fB de la Superliga de Dinamarca.

## Clubes

### Jugador
| Club           | País      | Año       |
| -------------- | --------- | --------- |
| Glostrup IF 32 | Dinamarca | 1980      |
| Køge BK        | Dinamarca | 1981-1984 |
| Brøndby IF     | Dinamarca | 1985-1991 |
| Trabzonspor    | Turquía   | 1991-1992 |
| RFC Seraing    | Bélgica   | 1992-1994 |
| FC Basel       | Suiza     | 1994-1995 |
| Brøndby IF     | Dinamarca | 1996      |

### Entrenador
| Club                         | País        | Año       |
| ---------------------------- | ----------- | --------- |
| Randers FC                   | Dinamarca   | 2003-2007 |
| Odense BK                    | Dinamarca   | 2007-2010 |
| Selección de las Islas Feroe | Islas Feroe | 2011-2019 |
| Esbjerg fB                   | Dinamarca   | 2019-     |

## Palmarés
Brøndby IF
- Superliga danesa: 1984-85, 1986-87, 1987-88, 1989-90, 1990-91, 1995-96
- Copa de Dinamarca: 1989

Trabzonspor
- Copa de Turquía: 1992

Selección de fútbol de Dinamarca
- Eurocopa 1992